# Parc provincial des Bridal Veil Falls
Le parc provincial des Bridal Veil Falls (en anglais : Bridal Veil Falls Provincial Park) est un parc provincial de la Colombie-Britannique, au Canada. Le parc tire son nom de la cascade Bridal Veil Falls.

## Géographie
Le parc est situé au sud-ouest de la Colombie-Britannique, dans le district régional de Fraser Valley dans le nord de la chaîne des Cascades. Situé à proximité de Chilliwack, il a une superficie de 32 ha et son nom provient des Bridal Veil Falls, un système de cascades de 60 mètres de haut. La cascade se forme sur le Bridal Creek, un affluent du fleuve Fraser.

## Milieu naturel
Parmi les espèces d'arbres de la région se trouvent la Pruche de l'Ouest, le Sapin de Douglas, le Thuya géant de Californie et l'Érable à grandes feuilles. Sous ceux-ci poussent le Polystic à épées et le Streptope à feuilles embrassantes.
Les mammifères de passage sont représentés par le Cerf hémione ou l'Ours noir. Parmi les oiseaux se trouvent la Sittelle à poitrine rousse et la Paruline grise,.